# Lac Iriniw Kasakipet
Lac Iriniw Kasakipet är en sjö i Kanada.   Den ligger i regionen Mauricie och provinsen Québec, i den sydöstra delen av landet, 400 km norr om huvudstaden Ottawa. Lac Iriniw Kasakipet ligger 416 meter över havet. Arean är 0,18 kvadratkilometer. Den sträcker sig 0,9 kilometer i nord-sydlig riktning, och 0,5 kilometer i öst-västlig riktning.
I omgivningarna runt Lac Iriniw Kasakipet växer i huvudsak barrskog. Trakten runt Lac Iriniw Kasakipet är nära nog obefolkad, med mindre än två invånare per kvadratkilometer.